# Geőcze Zoárd
Szendrői Geőcze Zoárd (Budapest, 1873. augusztus 23. – Budapest, 1916. november 26.) magyar matematikus, egyetemi magántanár.

## Életpályája
Édesapja Szendrői Geőcze István királyi honvéd százados, a magyar katonai nyelv és irodalom egyik fontos alakja.
Középiskolai tanulmányait a budapesti VIII. kerületi és a IV. kerületi főreáliskolákban végezte, majd a budapesti tudományegyetemen tanult. Itt elsősorban a geometriával és csillagászattal foglalkozott. Ezt követően 1896 decemberétől a podolini piarista algimnáziumban tanított matematikát és fizikát. 1897. április 27-én kapott tanári oklevelet, majd 1899-ben az ungvári alreáliskola rendes tanára lett. Itt szaktárgyain kívül oktatott még földrajzot, szépírást, nyelveket, természetrajzot és tornát. Két évet töltött Párizsban állami ösztöndíjjal (1907, 1910). Itt megírt dolgozatát Lebesgue is nagyra értékelte. Doktorátusát a Sorbonne-on szerezte meg 1910-ben. 1911. január 25-én a Société Mathématique de France tagja lett. Több barátja, közöttük Marie Curie is arra biztatták, hogy maradjon Párizsban, ám Geőcze visszatért Magyarországra. A budapesti V. kerületi főreáliskolához került. 1913. február 13-án nyert egyetemi magántanári képesítést a sokaságelméletből és a valós változós függvénytanból. Az első világháborúban katonai szolgálatot teljesített, 1914 októberében a 29. népfölkelő gyalogezred zászlósaként került a szerb harctérre. Emellett is dolgozott, tábori postával küldte haza cikkeit. 1916 tavaszán már súlyos beteg volt amikor Bécsbe ment, később Budapestre. 1916-ban a Szent István Akadémia a IV. szakosztályának a tagja lett. A háborúban szerzett betegsége okozta halálát.
Felszínszámítás terén kifejtett munkássága úttörőnek számít, ezen új gondolataira elsőként a kolozsvári egyetemen tanító Schlesinger Lajos figyelt fel. Matematikai eredményeit Radó Tibor fejlesztette tovább és ismertette meg szélesebb körben.

## Művei
- Folytonos rendszert képező görbék ívhosszáról (Az ungvári reáliskola 1904-05. tanévi értesítője)
- A forgásfelület quadraturája (Az ungvári reáliskola 1905-06. tanévi értesítője)
- Az = f(x. y) felület quadraturája (sokszorosítva)
- Quadrature des surfaces courbes (Comptes Rendus, 144. 1907);
- Adatok az = f (x. y ) felület quadraturájához (Budapest, 1908);

## Emlékezete
Róla nevezték el a kárpátaljai magyar általános és középiskolák 7-11. osztályos diákjai számára rendezett matematikaversenyt.